# Cabeda
Cabeda é uma localidade da freguesia e cidade de Alfena.
A origem do topónimo será uma derivação de Cabo (extremo; fim) e terá a ver com a localização da aldeia na paróquia (na extrema com Valongo e S. Lourenço de Asmes).

## História
Historicamente, era uma aldeia que correspondia à parte sul da paróquia de São Vicente de Queimadela (um dos cinco lugares da paróquia medieval) e, pelas Inquirições de D. Afonso III (1258) surge-nos como tendo 12 casais, todos do Mosteiro de Santo Tirso, sendo que os terrenos seria metade do Mosteiro de Santo Tirso e a outra metade do Rei (Reguengo de Cabeda). Nela estava situada a Igreja Paroquial.
Em 1307, D. Dinis ordenou nova Inquirição apresenta-nos a existência de 14 casais, sendo 2/3 do Mosteiro de Santo Tirso e 1/3 do Rei, referindo ainda que a Honra de Alfena, instituída por João Pires da Maia, e nesta data nas mãos dos seus netos (João Rodrigues de Briteiros), havia impedido a entrada ao mordomo, ordenando que fosse feita uma devassa ao lugar.
Em resultado dessa devassa, no ano seguinte, D. Dinis demarcou o Reguengo de Cabeda e aforou-o a João Domingues de Gandim.
D. Manuel I no Foral das Terras da Maia (1519) apresenta-nos referências às terras de Cabeda (quer as reguengas, quer as do Mosteiro de Santo Tirso).
Em 1733, o Capitão de Mar e Guerra Vicente Ferreira Alfena obteve licença da Diocese do Porto para construir a Capela de Nossa Senhora da Conceição, na sua Quinta de Cabeda (Casal do Mano, do Mosteiro de Santo Tirso).
Entre os séculos XVI e XX, a expansão urbana fez surgir outros lugares desmembrados a partir de Cabeda: Igreja, Reguengo, Trás-do-Casal, Telheiras e Aldeia Nova.
Cabeda é a sede da apeadeiro de Cabeda, servido pela Linha do Douro, o qual fica situado no lugar do Reguengo (de Cabeda).
Ainda na Linha do Douro, cerca de 500m após o apeadeiro, para transpor o vale apertado da Ribeira de Cabeda, foi construído, em 1875, o Viaduto Ferroviário de Cabeda (popularmente conhecido como Ponte dos 7 Arcos).